# 微分方程

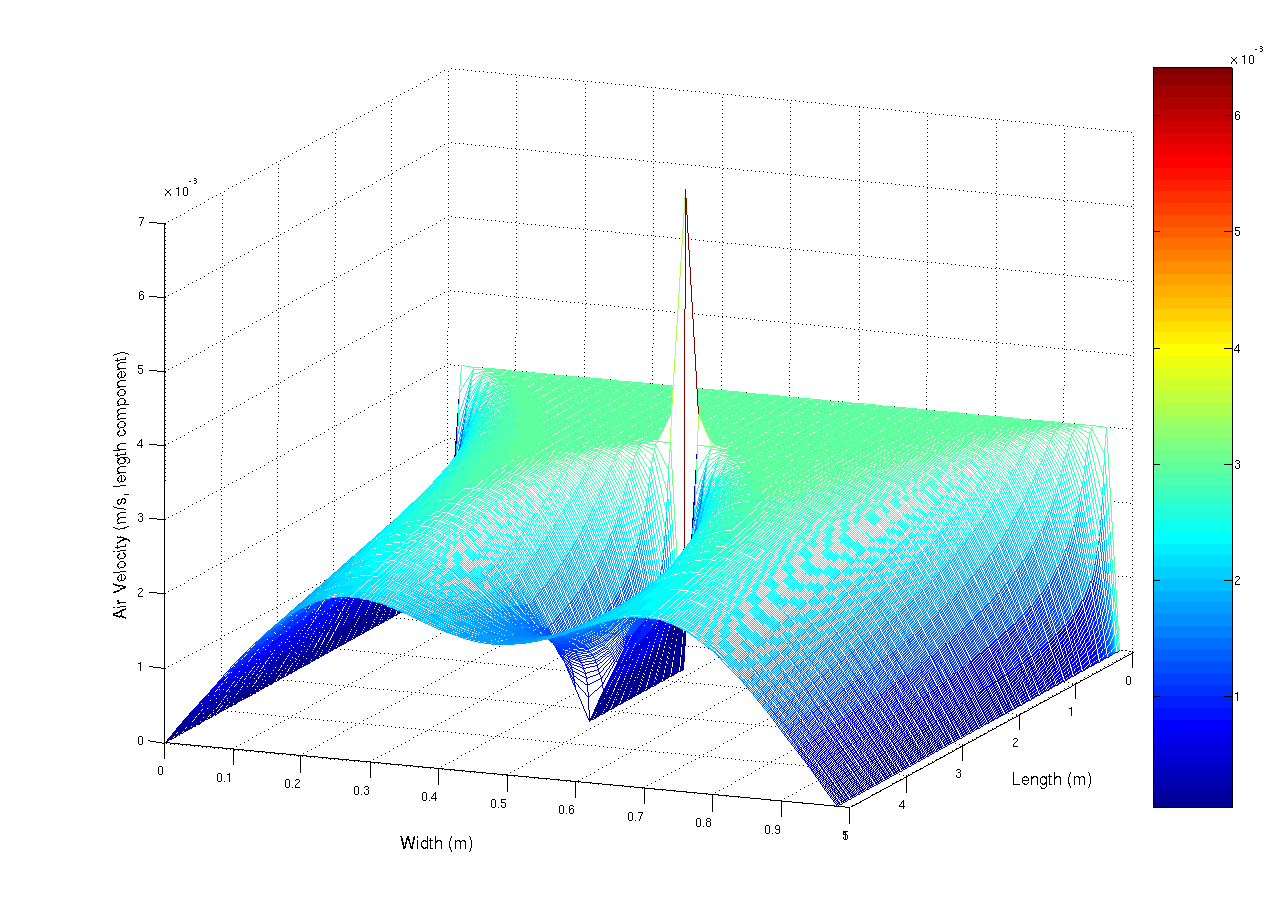
一個導管中氣流的模擬，使用納維-斯托克斯方程式

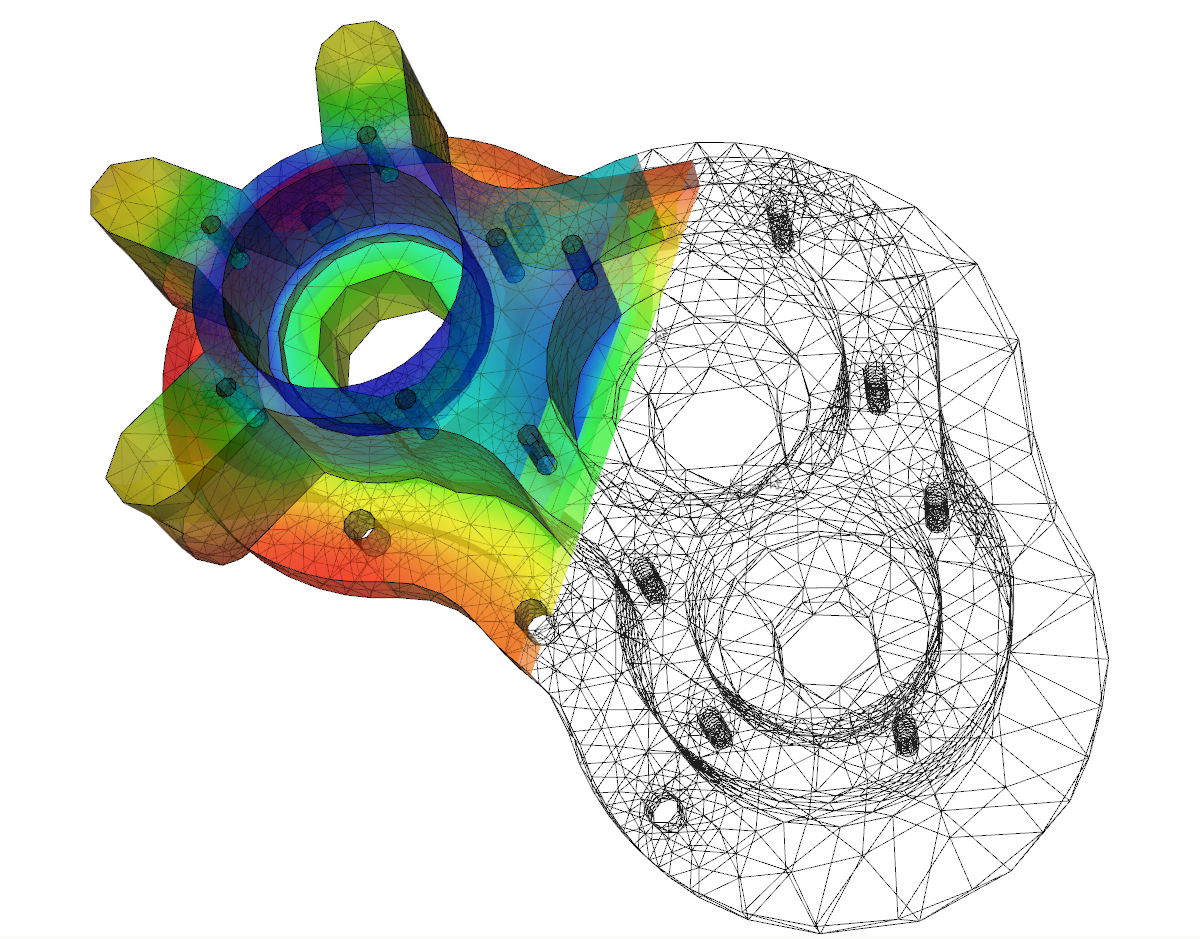
藉由求解熱方程式得到的泵浦外殼熱分佈圖，假設外界是較低溫度的溫度分佈，熱由泵浦內部傳出，由外界冷卻。

微分方程（英語：Differential equation，DE）是一種數學方程，用來描述某一類函数與其导数之间的关系。微分方程的解是一個滿足方程的函數，通常微分方程的解並不唯一，經常要給定恰當的初始條件或邊界條件才能確定。而在初等数学的代数方程裡，其解是常数。
微分方程的应用十分广泛，可以解决许多与导数有关的问题:p.1。物理学中许多涉及变力的运动学、动力学问题，如空气阻力]]為速度函數的自由落體运动等问题，很多可以用微分方程求解。此外，微分方程在化学、工程学、经济学和數理生物學等领域都有应用。
数学领域对微分方程的研究着重在几个不同的面向，但大多数都是关心微分方程的解。只有少数简单的微分方程可以求得解析解。不过即使没有找到其解析解，仍然可以确认其解的部份性质。在无法求得解析解时，可以利用数值分析的方式，利用电脑来找到其数值解。 动力系统理论强调对于微分方程系统的量化分析，而许多数值方法可以计算微分方程的数值解，且有一定的准确度。

## 分類
微分方程可分為以下幾類，而隨著微分方程種類的不同，其相關研究的方式也會隨之不同。

### 常微分方程及偏微分方程
- 常微分方程（ODE）是指一微分方程的未知數是單一自變數的函數[2]。最簡單的常微分方程，未知數是一個實數或是複數的函數，但未知數也可能是一個向量函數或是矩陣函數，後者可對應一個由常微分方程組成的系統。微分方程的表达通式是：

{\displaystyle f\left(x,{\frac {d^{n}y}{dx^{n}}},{\frac {d^{(n-1)}y}{dx^{(n-1)}}},\cdots ,{\frac {dy}{dx}},y\right)=0}
常微分方程常依其階數分類，階數是指自變數導數的最高階數:p.3，最常見的二種為一階微分方程及二階微分方程。例如以下的贝塞尔方程：
{\displaystyle x^{2}{\frac {d^{2}y}{dx^{2}}}+x{\frac {dy}{dx}}+(x^{2}-\alpha ^{2})y=0}
（其中y為應變數）為二階微分方程，其解為贝塞尔函数。
- 偏微分方程（PDE）是指一微分方程的未知數是多個自變數的函數[2]，且方程式中有未知數對自變數的偏微分。偏微分方程的階數定義類似常微分方程，但更細分為橢圓型、雙曲線型及拋物線型的偏微分方程，尤其在二階偏微分方程中上述的分類更是重要。有些偏微分方程在整個自變數的值域中無法歸類在上述任何一種型式中，這種偏微分方程則稱為混合型。像以下的方程就是偏微分方程：

{\displaystyle {\frac {\partial u}{\partial t}}+t{\frac {\partial u}{\partial x}}=0.}

### 線性及非線性
常微分方程及偏微分方程都可以分為線性及非線性二類。
若微分方程中沒有出現应变數及其微分項的乘積，此微分方程為線性微分方程，否則即為非線性微分方程。
齊次線性微分方程是線性微分方程中更細的分類，微分方程的解乘上一係數或是與另一個解相加後的結果仍為微分方程的解。
若線性微分方程的係數均為常數，則為常係數線性微分方程。常係數線性微分方程可以利用拉氏轉換轉換為代數方程:p.315-316，因此簡化求解的過程。
針對非線性的微分方程，只有相當少數的方法可以求得微分方程的解析解，而且這些方法需要微分方程有特別的對稱性。長時間時非線性微分方程可能會出現非常複雜的特性，也可能會有混沌現象。有關非線性微分方程的一些基本問題，例如解的存在性、唯一性及初始值非線性微分方程的適定性問題，以及邊界值非線性微分方程都是相當難的問題，甚至針對特定非線性微分方程的上述基本問題都被視為是數學理論的一大突破。例如2000年提出的7個千禧年大獎難題中，其中一個是納維-斯托克斯存在性與光滑性，都是探討納維－斯托克斯方程式其解的數學性質，截至2018年8月此問題仍尚未被證明。
線性微分方程常常用來近似非線性微分方程，不過只在特定的條件下才能近似。例如單擺的運動方程為非線性的微分方程，但在小角度時可以近似為線性的微分方程。

### 舉例
以下是常微分方程的一些例子，其中{\displaystyle u}為未知的函數，自變數為{\displaystyle x}，{\displaystyle c}及{\displaystyle \omega }均為常數。
- 非齊次一階常係數線性微分方程：

{\displaystyle {\frac {du}{dx}}=cu+x^{2}.}
- 齊次二階線性微分方程：

{\displaystyle {\frac {d^{2}u}{dx^{2}}}-x{\frac {du}{dx}}+u=0.}
- 描述諧振子的齊次二階常係數線性微分方程：

{\displaystyle {\frac {d^{2}u}{dx^{2}}}+\omega ^{2}u=0.}
- 非齊次一階非線性微分方程：

{\displaystyle {\frac {du}{dx}}=u^{2}+1.}
- 描述長度為{\displaystyle L}的單擺的二階非線性微分方程：

{\displaystyle L{\frac {d^{2}u}{dx^{2}}}+g\sin u=0.}
以下是偏微分方程的一些例子，其中{\displaystyle u}為未知的函數，自變數為{\displaystyle x}及{\displaystyle t}或者是{\displaystyle x}及{\displaystyle y}。
- 齊次一階線性偏微分方程：

{\displaystyle {\frac {\partial u}{\partial t}}+t{\frac {\partial u}{\partial x}}=0.}
- 拉普拉斯方程，是橢圓型的齊次二階常係數線性偏微分方程：

{\displaystyle {\frac {\partial ^{2}u}{\partial x^{2}}}+{\frac {\partial ^{2}u}{\partial y^{2}}}=0.}
- KdV方程，是三階的非線性偏微分方程：

{\displaystyle {\frac {\partial u}{\partial t}}=6u{\frac {\partial u}{\partial x}}-{\frac {\partial ^{3}u}{\partial x^{3}}}.}

## 性質

### 普遍性的數學描述
許多物理或是化學的基本定律都可以寫成微分方程的形式。在生物學及經濟學中，微分方程用來作為複雜系統的數學模型。微分方程的數學理論最早是和方程對應的科學領域一起出現，而微分方程的解就可以用在該領域中。不過有時二個截然不同的科學領域會形成相同的微分方程，此時微分方程對應的數學理論可以看到不同現象後面一致的原則。
例如考慮光和聲音在空氣中的傳播，以及池塘水面上的波動，這些都可以用同一個二階的偏微分方程來描述，此方程即為波動方程，因此可以將光和聲音視為一種波，和水面上的水波有些類似之處。約瑟夫·傅立葉所發展的熱傳導理論，其統御方程是另一個二階偏微分方程－熱傳導方程式，扩散作用看似和熱傳導不同，但也適用同一個統御方程，而金融數學中的布萊克-休斯方程也和熱傳導方程式有關。

### 微分方程的解
微分方程的解通常是一个函数表达式{\displaystyle y=f(x)\,}（含一个或多个待定常数，由初始条件确定）。例如：
{\displaystyle {\frac {dy}{dx}}=\sin x}，
的解是
{\displaystyle y=-\cos x+C}，
其中{\displaystyle C}是待定常数；
例如，如果知道
{\displaystyle y=f(\pi )=2}，
则可推出
{\displaystyle C=1}，
而可知 {\displaystyle y=-\cos x+1}，

### 簡易微分方程的求解方法

#### 一階線性常微分方程
對於一階線性常微分方程，常用的方法是常數變易法：
對於方程：{\displaystyle y'+p(x)y+q(x)=0}
可知其通解：{\displaystyle y=C(x)e^{-\int p(x)\,dx}}
然後將這個通解代回到原式中，即可求出{\displaystyle C(x)}的值

#### 二階常係數齊次常微分方程
對於二階常係數齊次常微分方程，常用方法是求出其特征方程的解
對於方程：{\displaystyle y''+py'+qy=f(x)}
其特征方程：{\displaystyle r^{2}+pr+q=0}
根據其特征方程，判斷根的分佈情況，然後得到方程的齊解：
{\displaystyle y_{h}=c_{1}y_{1}+c_{2}y_{2}}
一般的齊解形式為
（在{\displaystyle r_{1}=r_{2}}的情況下）:{\displaystyle y_{h}=(C_{1}+C_{2}x)e^{rx}}
（在{\displaystyle r_{1}\neq r_{2}}的情況下）:{\displaystyle y_{h}=C_{1}e^{r_{1}x}+C_{2}e^{r_{2}x}}
（在共軛複數根的情況下）：{\displaystyle y_{h}=e^{\alpha x}(C_{1}\cos(\beta x)+C_{2}\sin(\beta x))}
接者再解特解 {\displaystyle y_{p}},可用微分算子計算出
最後,得 {\displaystyle y=y_{h}+y_{p}}

### 約束條件
微分方程的約束條件是指其解需符合的條件，依常微分方程及偏微分方程的不同，有不同的約束條件。
常微分方程常見的約束條件是函數在特定點的值，若是高階的微分方程，會加上其各階導數的值，有這類約束條件的常微分方程稱為初值問題。
若是二階的常微分方程，也可能會指定函數在二個特定點的值，此時的問題即為邊界值問題。若邊界條件指定二點數值，稱為狄利克雷邊界條件（第一類邊值條件），此外也有指定二個特定點上導數的邊界條件，稱為諾伊曼邊界條件（第二類邊值條件）等。
偏微分方程常見的問題以邊界值問題為主，不過邊界條件則是指定一特定超曲面的值或導數需符定特定條件。

### 解的存在性及唯一性
存在性是指給定一微分方程及約束條件，判斷其解是否存在。唯一性是指在上述條件下，是否只存在一個解。
針對常微分方程的初值問題，皮亚诺存在性定理可判別解的存在性，柯西-利普希茨定理則可以判別解的存在性及唯一性。
針對偏微分方程，柯西-克瓦列夫斯基定理可以判別解的存在性及唯一性。
皮亚诺存在性定理可以判斷常微分方程初值問題的解是否存在。

## 歷史
微分方程的起源約在十七世紀末，为了解决物理及天文学问题而產生，大約和微積分的發展同時。惠更斯在1693年的《教师学报》中提到常微分方程，雅各布·白努利在1691年建立悬链线的微分方程，並求得其函數。微分方程在十八世紀中期成為一個獨立的學科，而微分方程也帶動許多當時的科學發展，例如海王星的發現就和微分方程的分析有關。
偏微分方程是由傅立葉開始的，他在1822年發表《熱的解析理論》，提出熱傳導方程的偏微分方程，並且利用分離變數法求得級數解，並且開始有關傅立葉級數的研究。另外在十九世紀有關 拉普拉斯方程的研究也是偏微分方程的重要发展。拉普拉斯和泊松都有許多的貢獻，後來喬治·格林提出了相關格林函數及格林公式等概念，並帶動斯托克斯、麦克斯韦及後來電磁學相關的研究。而流體力學的纳维-斯托克斯方程及彈性介質的柯西動量方程也是在十九世紀提出的偏微分方程。。後來許多的理論都是以偏微分方程的形式出現，量子力學的基礎方程式薛丁格方程也是偏微分方程，廣義相對論中的愛因斯坦重力場方程式也有類似偏微分的協變導數。

## 相關概念
- 時滯微分方程（DDE）是一個單一自變數的方程，此變數一般稱為時間，未知數在某一時間的導數和特定函數在之前時間的值有關。
- 隨機微分方程（SDE）是一個未知數為隨機過程，且方程中有包括已知隨機過程（例如维纳过程）的方程，不過雖名為微分方程，其中沒有微分項。
- 微分代數方程（英语：differential algebraic equation）（DAE）是包括自變數微分項的方程，但是為自變數微分項的隱函數。

## 和差分方程的關係
微分方程的理論和差分方程的理論有密切的關係，後者的座標只允許離散值，許多計算微分方程數值解的方法或是對於微分方程性質的研究都需要將微分方程的解近似為對應差分方程的解。

## 著名的微分方程

### 應用數學
- 隨機分析中的统计力学擴散方程，福克-普朗克方程，朗之萬方程，费曼-卡茨公式
- 複變分析中的柯西－黎曼方程

### 物理及工程
- 動力學中的牛頓第二運動定律
- 經典力學中的歐拉－拉格朗日方程，哈密頓力學
- 分析力學中的拉格朗日方程式
- 熱力學中的牛頓冷卻定律，熱傳導方程式
- 波动方程
- 亥姆霍茲方程
- 電磁學中的麦克斯韦方程组
- 定義调和函数的拉普拉斯方程
- 泊松方程
- 廣義相對論中的爱因斯坦场方程
- 量子力學中的薛丁格方程式
- 測地線
- 流體力學中的納維－斯托克斯方程式，對流－擴散方程
- 分子動力學中的泊松－玻爾茲曼方程
- 淺水方程（英语：shallow water equations）
- 通用微分方程
- 勞侖次吸子，其解包括了混沌理論
- 天文學中的希爾微分方程

### 生物學
- 威尔霍斯特方程–生物族群增長模型
- 個體成長模型–生物個體增長模型
- 马尔萨斯模型
- 洛特卡－沃爾泰拉方程–掠食者和獵物的動態模型
- 複製方程（英语：Replicator dynamics）–應用在生物數學中
- 霍奇金-赫胥黎模型（英语：Hodgkin–Huxley model）–神經的动作电位

### 金融工程學
- 布萊克-休斯方程

### 經濟學
- 索洛模型
- 塞西廣告模型（英语：Sethi model）

### 機器學習
- 神經微分方程
- 物理信息神經網絡